# Wiederbewaffnung

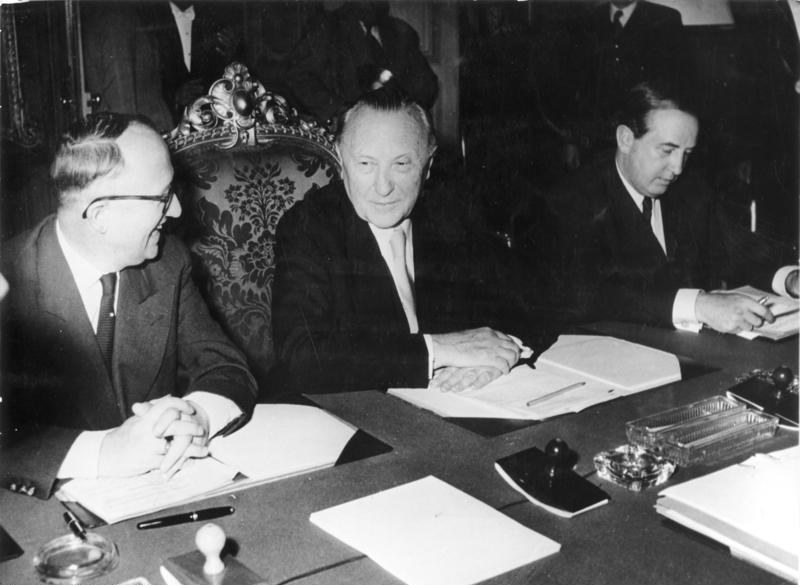
A Alemanha Ocidental se junta à OTAN: Walter Hallstein (esquerda) e Konrad Adenauer (centro) na Conferência da OTAN em Paris em 1954

Wiederbewaffnung (em português: Rearmamento) refere-se à reintrodução de estruturas militares na República Federal da Alemanha e na República Democrática Alemã após a Segunda Guerra Mundial na década de 1950. De 1949 a 1956, o tema foi discutido de forma bastante controversa na opinião pública e na política, tendo em vista a guerra ocorrida poucos anos antes. Em seu primeiro debate sobre política externa em 24 e 25 de novembro de 1949, o Bundestag alemão rejeitou o rearmamento nacional. Depois que o conflito Leste-Oeste se intensificou como resultado da Guerra da Coréia, novas discussões políticas levaram à entrada da República Federal da Alemanha na Comunidade Europeia de Defesa (EDC) (1952) e OTAN (1955). Isso estava ligado à fundação do Bundeswehr em 1955.
A discussão política e social detalhada sobre o rearmamento é resumida sob o termo discussão sobre o rearmamento.
Após a rendição incondicional da Wehrmacht em maio de 1945, as quatro potências aliadas vitoriosas EUA, União Soviética, Grã-Bretanha e França, como as principais potências da coalizão anti-Hitler, decidiram, entre outras coisas, desmilitarizar completamente a Alemanha. Os eventos da Segunda Guerra Mundial e o enorme esforço necessário para derrotar a Alemanha nazista e seus aliados levaram os Aliados a manter o país derrotado militarmente fraco no futuro. Isso desempenhou tanto para a criação do papel importante na Lei Básica alemã, bem como na constituição da RDA. No entanto, devido ao estabelecimento de unidades policiais armadas em ambas as partes da Alemanha e ao aumento das tensões no início da Guerra Fria, os acordos relevantes da Conferência de Potsdam rapidamente se tornaram obsoletos.

## Efeitos
O crescimento do Bundeswehr alemão provou ser um elemento-chave no crescimento da influência da Alemanha Ocidental na Europa central. Isso, junto com o Tratado de Paris de 1951, cimentou os elementos da cooperação econômica da Europa Ocidental e ajudou a integrar a Alemanha Ocidental do pós-guerra à comunidade européia. Ao mesmo tempo, a União Soviética usou isso como justificativa fundamental para implementar o Pacto de Varsóvia, que fornecia um controle militar e político substancial sobre os principais estados do Leste Europeu.